# Disney Digital 3D

Логотип «Disney Digital 3D»

«Disney Digital 3D» (ди́зни ди́джитэл три ди) — зарегистрированный бренд американской корпорации «The Walt Disney Company», используемый в основном кинокомпанией «Walt Disney Animation Studios» для акцентирования внимания зрителей, что фильм выходит в формате 3D.
«Disney Digital 3D»™ вопреки общему заблуждению не является отдельным видом 3D-формата. Логотип торговой марки позиционируется в рекламных целях и может обозначать использование любых трёхмерных технологий кинематографа (RealD, Dolby 3D, XpanD 3D, IMAX 3D и MasterImage 3D), при помощи которых создавался фильм.

## История

### Рождение «Disney Digital 3D»
Впервые логотип «Disney Digital 3D» был использован в 2005 году при маркетинге фильма «Цыплёнок Цыпа». Тогда «Walt Disney Pictures» начала сотрудничество с компаниями по установке и продвижению RealD при помощи цифровых DLP-проекторов в 82 кинотеатрах США.
После «Цыплёнка Цыпы» под маркой «Disney Digital 3D» при участии компании «Industrial Light & Magic» последовало переиздание в 2006 году анимационных фильмов «Кошмар перед Рождеством» (первый кукольный, конвертированный в стерео) и «Безделушка» (короткометражный), изначально снятые в 2D.
В 2007 году «Disney» переиздаёт короткометражный мультфильм 1953 года «Рабочий за копейку», который показывался в кинотеатрах перед фильмом «В гости к Робинсонам». На следующий год выходит первый «живой» концертный фильм «Hannah Montana & Miley Cyrus: Best of Both Worlds Concert», а в 2009 году — первый игровой фильм под маркой «Disney Digital 3D» — «Миссия Дарвина».
12 августа 2010 года состоялась 3D-премьера фильма «Красавица и Чудовище». Это первый фильм компании «Disney» из серий «Классики» и «Ренессанса», а также — первый полнометражный фильм в истории, выполненный в традиционной анимации, который был конвертирован в 3D. «Красавица и Чудовище» выходила в ограниченном театральном прокате в Новой Зеландии, Фиджи, Японии, Испании и Австралии.
В 2010-м под «Disney Digital 3D» также выходят в прокат «Рапунцель: Запутанная история» (24 ноября) и «Трон: Наследие» (17 декабря).
В 2011 году под маркой выходят «Тачки 2» (24 июня), а также переизданные в формате 3D «Красавица и Чудовище» (очередной ограниченный прокат в кино со 2 сентября и выход на Blu-ray 4 октября) и «Король лев» (с 16 сентября широкий прокат в кино и 4 октября на Blu-ray).
После невероятного успеха фильма «Король лев» в 3D (картина собрала чуть больше 94 млн. долларов в США, занимая две недели подряд первое место, и 83 млн. в других странах мира), компания «Walt Disney Pictures» объявила о возвращении «Красавицы и Чудовище» в 3D для мирового проката в кино. А также — о переиздании в стереоформате и мировом прокате следующих своих фильмов: «В поисках Немо» (14 сентября 2012), «Корпорация монстров» (19 декабря 2012) и «Русалочка» (13 сентября 2013).
2012 год стал богатым на стереофильмы: под «Disney Digital 3D» вышло девять картин. Из них шесть полнометражных анимационных («Храбрая сердцем», «Франкенвини», «Ральф», «Феи: Тайна зимнего леса», «В поисках Немо», «Корпорация монстров» (в США) и «Красавица и Чудовище» (российская премьера)), один художественный («Джон Картер») и четыре короткометражных анимационных («Рапунцель: Счастлива навсегда», «Луна», «Истории игрушек: Веселозавр Рекс», «Бумажный роман»).
Помимо этого в Греции состоялся перевыпуск анимационного фильма «Тачки» в 3D.

### Крах стерео-переизданий
«Русалочка» стала третьим полнометражным фильмом «Walt Disney Animation Studios», выполненным в традиционной анимации, который конвертировали в 3D, но в начале 2013 года было объявлено, что широкий кинопрокат отменён. Дело в том, что кассовые сборы предыдущих релизов не оправдали ожиданий студии. Мировые сборы фильма «Красавица и Чудовище» составили $62 млн., «В поисках Немо» — $54,1 млн., а «Корпорации монстров» всего $37,4 млн. Тенденцию плохих сборов отметили и другие дистрибьюторы.
«Русалочка» вышла в 3D в ограниченный прокат с 13 сентября, а широкий выход на Blu-ray состоялся 1 октября 2013 года. То же самое произошло с переизданием в стерео других фильмов студий компании «Disney»: «Тачки», «Рататуй», «Суперсемейка» и «ВАЛЛ-И».

### Текущие и предстоящие фильмы
7 марта вышел первый в 2013 году фильм под маркой «Disney Digital 3D» — «Оз: Великий и Ужасный». 20 июня студия «PIXAR» выпустила свой четырнадцатый полнометражный анимационный фильм «Университет монстров» и короткометражку «Синий зонтик». Широкий кинопрокат получила и лента «Самолёты» студии «DisneyToon Studios». При бюджете $50 млн. фильм собрал $219,7 млн. в общемировом прокате. В конце года в прокат вышел пятьдесят третий полнометражный анимационный фильм «Walt Disney Animation Studios» — «Холодное сердце» (вместе с ним была показана короткометражка «Конь-огонь»). Картина показала прекрасные результаты в прокате и в конце марта 2014 года стала самым кассовым анимационным фильмом в истории кино. В итоге «Холодное сердце» собрал $1,27 млрд. во всём мире, что позволило ему занять пятое место в рейтинге.
В 2014 году студия «Disney» выпустила игровой фильм «Малефисента», а также анимационные полнометражки «Самолёты: Огонь и вода» и «Город героев». В этом же году возобновилась конвертация анимационного фильма «Аладдин» в стерео. Кинотеатральный релиз состоялся на 18 сентября 2015 года, а на Blu-ray 3D фильм вышел в составе «Бриллиантовой коллекции».

## Интересные факты
- «Красавица и Чудовище» — единственный фильм, выход которого в широкий кинотеатральный прокат (как в США, так и в России) был осуществлён уже после выпуска на Blu-ray 3D.
- «Тачки» — единственный фильм, выход которого был осуществлён сразу на Blu-ray 3D (без показа в кинотеатрах).